# Максим (компания)
«Максим» — международная компания, развивающая сервис заказа такси, доставки еды и других услуг через мобильные приложения и по телефону.

## История
Образована в 2003 году в Шадринске предпринимателями из Кургана Максимом Белоноговым и Олегом Шлепановым на паритетной основе. Идея открыть службу такси возникла после того, как в 2002 году распространение сотовой связи уничтожило пейджинговую фирму партнёров, открытую по франшизе «Мобил Телеком». От фирмы остался телефонный номер и операторы. Для заказа такси пользователи звонили по многоканальному телефону, оператор записывал заявку в тетрадь и по рации передавал таксисту.
С 2003 по 2009 год были открыты подразделения в четырёх городах, в 2010-м — в семнадцати, затем ежегодно запускались по несколько десятков населенных пунктов. В 2017 году компания начала продавать франшизу. К 2019 году география работы, с учетом франшизы, составила 450 городов в России и шестнадцати странах, в том числе в Казахстане, Грузии, Малайзии, Индонезии, Украине.
В 2007 году появилось первое приложение для водителей такси на Java. В том же году — приложение для пассажиров.
В 2019 году Аналитический центр при Правительстве РФ оценил долю «Максима» в 9 % рынка легального такси в России, включив в первую тройку агрегаторов.
В январе 2022 года сервис заказа такси «Максим» преодолел рубеж в 1000 городов мира. Тысячным населенным пунктом в географии работы компании стал город-миллионник Канпур в Индии.
На начало 2022 года сервис охватывал 17 стран в Азии (Индонезия, Малайзия, Индия, Филиппины), Латинской Америке (Колумбия, Аргентина, Перу, Бразилия, Мексика), Юго-Восточной Европе (Болгария), а также страны постсоветского пространства (Азербайджан, Беларусь, Армения, Казахстан, Таджикистан, Украина, Грузия).

## Отношения с конкурентами
В 2016 году Максим Белоногов и Олег Шлепанов получили предложение продать бизнес израильскому сервису Gett. Позже поступали предложения от «Яндекса», Uber и Mail.Ru Group. Предприниматели отказались от сделок, поскольку предложения оказались непривлекательными.

## Санкции
В 2017 году сервис был запущен в Иране. Весной 2018-го приложение «Максим» для заказа такси некоторое время было недоступно в App Store из-за санкций США против Ирана. В январе 2019 года примерно на месяц из магазина было удалено приложение для водителей Taxsee Driver. Для урегулирования конфликта компания привлекла американского юриста из Казани. После всех процедур приложения были возвращены. В настоящее время[какое?] в Иране под брендом «Максим» работает самостоятельная иранская компания.